# ليرد ستيرلينغ
ليرد ستيرلينغ هو سياسي كندي، ولد في 22 أغسطس 1938 في رووان نوراندا في كندا، وتوفي في 2 مارس 2020. نشط حزبياً في جمعية المحافظين التقدمية لنوفا سكوشا.